# Galerie Löhrl
Die Galerie Löhrl wurde 1972 gegründet und befindet sich seit 1980 in Mönchengladbach.

## Geschichte und Wirkung
Die Galerie Löhrl beschäftigt sich mit zeitgenössischer Kunst. Mit ihrem Programm von der klassischen Nachkriegs-Avantgarde bis hin zu jungen und aufstrebenden Künstlern konzentriert sie sich auf Gemälde, Skulpturen und Fotografie. Sie stellt regelmäßig  in ihren eigenen Ausstellungsräumen auf und nimmt an führenden Kunstmessen teil (zum Beispiel mehrmals an der Art Basel). Die Galerie Löhrl unterstützt Museen und andere öffentliche Einrichtungen häufig bei der Organisation von Ausstellungen, der Teilnahme eigener Künstler und Leihgaben aus ihrer Galerie.
Inhaber der Galerie sind Dietmar und Christian Löhrl.

## Künstlerinnen und Künstler
Dies ist eine Auflistung der Künstler, die von der Galerie Löhrl vertreten werden und weitere Künstler.
- Stephan Balkenhol
- Henri Cartier-Bresson
- Fabian Chiquet
- Ulrich Erben
- Terry Fox
- Jochen Gerz
- Angela Glajcar
- Christof Klute
- Roman Kochanski
- Jan Kromke
- Dieter Nuhr
- Palermo
- Otto Piene
- Sigmar Polke
- Gerhard Richter
- Julia Rothmund
- Ulrich Rückriem
- Dirk Salz
- Gregor Schneider
- Gil Shachar
- Anett Stuth
- Günther Uecker
- Keiji Uematsu
- Thomas Virnich

Im Galeriebestand befinden sich auch Werke von:
- Amador
- Kristina Berning
- Joseph Beuys
- Peter  Boettcher
- Horst Gläsker
- Johannes Hüppi
- Robert Lebeck
- Henning Lohner
- Heinz Mack
- Milen Miltchev
- Myriam Quiel
- Martina Sauter
- Linda Schwarz
- Niels Sievers
- Takuma Uematsu
- Bettina Wächter
- Franz Erhard Walther